# Речная (Ярославская область)
Речная — деревня Охотинского сельского поселения Мышкинского района Ярославской области.

## География
Деревня стоит с западной стороны от федеральной автомобильной трассы Р104, на небольшом удалении от правого берега Волги (Рыбинское водохранилище), на правом, северном берегу не названного на карте волжского притока. Выше по течению этого ручья, с восточной стороны трассы стоит деревня Сосновец. К востоку от деревни обширный лесной массив шириной 4-5 км от Волги, за которым начинается Красковское и Шалимовское болота. На краю болота в верховьях того же ручья стоит деревня Шалимово. На противоположном южном берегу ручья стоит деревня Высоцкая.

## История
В 1965 году Указом Президиума ВС РСФСР деревня Негодяевское переименована в Речная.
Деревня Негодяевка указана на плане Генерального межевания Рыбинского уезда 1792 года.

## Население
| 2007 | 2010 |
| ---- | ---- |
| 15   | ↘8   |